# Jeanne Henriette Rath
Jeanne Henriette Rath (Ginebra, 12 de mayo de 1773 - ib. 24 de noviembre de 1856), también conocida como Henriette Rath, fue una retratista, pintora, miniaturista y esmaltadora suiza. Con su hermana fundó el museo Rath. 

## Biografía
Rath nació el 12 de mayo de 1773 en Ginebra. Hija de Jean-Louis, relojero, y Alexandrine Sarah Rolland. Su hermano, el general Simón Rath, legó una gran fortuna a sus hermanas. Jeanne Henriette y Jeanne Françoise Rath hicieron una donación a la ciudad de Ginebra para la creación del Museo Rath, el primer museo de bellas artes de Suiza que se inauguró el 31 de julio de 1826. Las dos hermanas vivieron cerca de este museo desde 1830. 
En mayo de 1851, se opuso a que el consejo administrativo de la ciudad de Ginebra asumiera la administración y la dirección del Museo, dado que estos cargos debían seguir en la Société des arts de Genève y les escribió para hacerles saber que esas disposiciones eran "completamente opuestas a nuestras intenciones fundacionales".
Preocupada por el futuro del museo, estipuló en su testamento "el disfrute de las salas del Museo Rath por la Sociedad de las Artes de Ginebra a perpetuidad, hasta el momento en que la Sociedad renuncie voluntariamente a su derecho a utilizarlas" y agrega "le recuerdo que el único y verdadero destino de este establecimiento es dedicarlo, según mi intención y mi voluntad, a las bellas artes, la pintura y la escultura, sin que pueda ser utilizado en otros menesteres".
Murió el 24 de noviembre de 1856 en su ciudad natal.

## Carrera profesional
Jeanne Henriette Rath tomó clases de dibujo a la edad de 16 años, después fue alumna de Jean-Baptiste Isabey en París. Éste la presenta a su clientela, en particular a la familia imperial rusa. A su regreso a Ginebra, se ocupó de la supervisión de la Academia de Niñas (escuela de dibujo) de la Sociedad de Artes de Ginebra con Louise-Françoise Mussard, Elisabeth Terroux y Jeanne-Pernette Schenker-Massot. Dio clases a Adrienne Pauline Bacle. En 1801 fue la primera mujer en ser nombrada miembro honorario de la Société des arts de Genève. Se reconoció su talento como miniaturista (en marfil, esmalte, vitela) y consiguió muchos encargos que le permitieron acumular una fortuna importante. Jules Hébert pintó su retrato después de su muerte. Rigaud escribió al respecto: "La señorita Rath, apasionada por la verdad, siempre procuró reproducir en sus retratos la naturaleza tal como la veía".

## Galería

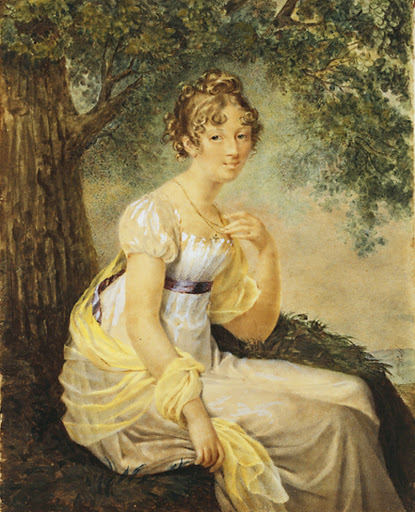
Autorretrato
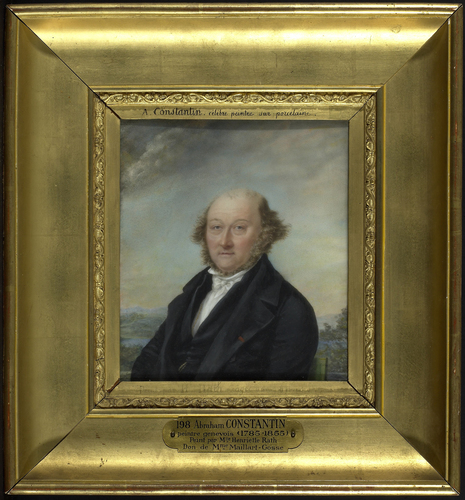
Retrato deAbraham Constantin

## Colecciones públicas
El Museo de Arte e Historia de Ginebra tiene diez de sus retratos, incluido el Retrato de Jean-Baptiste Isabey, el Retrato de Jean-Jacques Rousseau, el Retrato de Jeanne-Françoise Rath y un autorretrato.

## Obras en colecciones públicas
- Johann-Heinrich Pestalozzi, Kunsthaus Zúrich
- Anna Feodorovna, Museo de Historia de Berna
- Retrato de un hombre desconocido, Museo Histórico de Lausana
- Oficial, Museo Briner und Kern, Winterthur

## Homenaje y posteridad
En 2019, la asociación Escouade colocó carteles temporales en las calles de Ginebra en homenaje a las famosas mujeres de Ginebra. La Rue de la Corraterie se ha rebautizado temporalmente como Rue Jeanne-Henriette Rath en el marco de la iniciativa 100Elles.